# Kaede Fūa
Kaede Fūa (楓 ふうあ (Phong Vũ-Xuân) 20 tháng 4 năm 2001 –) là một nữ diễn viên khiêu dâm người Nhật Bản. Cô từng thuộc về công ti Attractive và hiện thuộc về công ti C-more ENTERTAINMENT.

## Sự nghiệp
Tháng 8/2021, cô ra mắt ngành phim khiêu dâm với tư cách là nữ diễn viên độc quyền cho S1 No. 1 Style.
Cô đã xếp thứ 46 trong bảng xếp hạng nữ diễn viên gợi cảm 2021 trên tạp chí FLASH của Kobunsha.
Tháng 5/2022, cô xếp thứ 21 trong bảng "bầu cử nữ diễn viên phim khiêu dâm SEXY đang hoạt động 2022" của Asahi Geino.
20/4/2023, công ti chủ quản của cô đã được đổi thành C-more ENTERTAINMENT. Cô vẫn sẽ tiếp tục là nữ diễn viên độc quyền của S1.
Tháng 5/2023, cô xếp thứ 16 trong bảng "bầu cử nữ diễn viên phim khiêu dâm SEXY đang hoạt động 2023" của Asahi Geinō. Tại vùng Kansai, các phiếu bầu của cô đến từ tất cả các độ tuổi, và cô đã xếp thứ 9 tại vùng Kansai.

## Đời tư
Sở thích của cô là sưu tầm nước hoa và nghỉ dưỡng suối nước nóng.
Sau khi xem phim khiêu dâm lần đầu khi cô học lớp 4, cô dần dần thích phim khiêu dâm, và khoảng 1 năm sau đó, cô bắt đầu thủ dâm.
Lần đầu cô quan hệ tình dục là vào năm 17 tuổi với một bạn học cùng trường.
Lí do cô vào ngành đơn giản là vì cô thích quan hệ tình dục và cô cũng thích phim khiêu dâm.